# Môle du Raoulic
 (juillet 2015).
Si vous disposez d'ouvrages ou d'articles de référence ou si vous connaissez des sites web de qualité traitant du thème abordé ici, merci de compléter l'article en donnant les références utiles à sa vérifiabilité et en les liant à la section « Notes et références ».
Le môle du Raoulic ou môle dit « du Duc de Nemours » est une construction de type jetée, établie à l'embouchure de la rivière du Goyen, marquant l'entrée du port d'Audierne en Finistère. Construit au milieu du XIXe siècle en granulite et pierres de taille, le musoir circulaire à son extrémité, est surmonté par un phare dit « du Raoulic » mis en service en 1856.

## Description

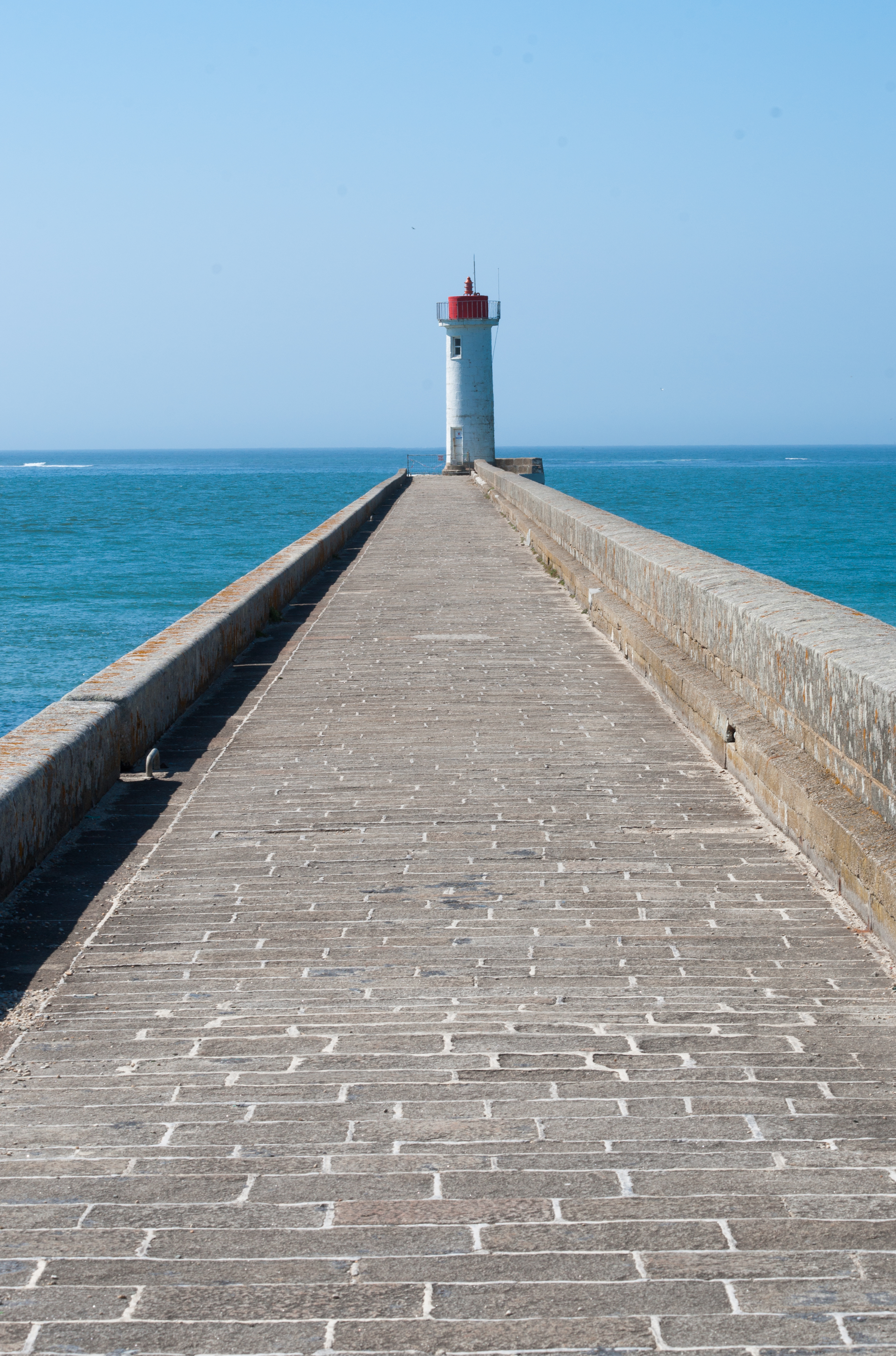
La jetée et son phare.

La jetée proprement dite, d'une longueur de 215 mètres, part de l'extrémité du chemin de halage par un escalier de pierre, constitue un côté de la plate-forme du sémaphore, et s'avance dans la mer parallèlement à l'entrée du chenal jusqu'au niveau de la barre. D'une largeur de 4 mètres, la jetée est bordée d'un parapet d'un mètre de haut, du côté de la plage de Trescadec, qui s'achevait en encerclant le musoir circulaire.
La plate-forme de 20 mètres de largeur relie la jetée à la pointe du rocher du Raoulic, là se trouve le sémaphore du mât Fénoux construit vers 1840. Le couronnement de la plate-forme se trouve à deux mètres au-dessus des plus hautes mers, ainsi la plate-forme protège un petit avant-port offrant une sécurité pour de frêles esquifs.
Le musoir du môle est une maçonnerie de pierres de taille de 9,50 mètres de hauteur qui résiste vaillamment à l'assaut des tempêtes qui peuvent parfois le rendre très inhospitalier. Son couronnement se trouve également à deux mètres au-dessus des plus hautes mers.
Le musoir est surmonté d'une tourelle cylindrique de maçonnerie de 9,20 mètres de haut qui supporte un feu rouge fixe d'une portée de 5 miles, pour une hauteur totale de 11 mètres. Ce phare présente un feu à deux occultations toutes les 12 secondes avec des secteurs blanc et vert.

## Histoire
Cette construction est due à Séverin Le Duff de Mésonan, maire de 1857 à 1871, qui sollicita Napoléon III. L'édification du môle de Nemours s'inscrit dans une ère de modernisation des infrastructures du port d'Audierne, entamée en 1768 par la construction du vieux môle de 80 mètres au lieu de la Roche Noire à l’entrée du port, puis de 1819 à 1846 par l'aménagement des quais du port avec la construction de 530 mètres de quai et 5 cales de débarquement.
Cet ouvrage sis sur la pointe du Raoulic, devait faciliter l'accès rendu difficile par suite de l'exhaussement d'une barre de sable qui obstruait l'entrée du chenal. Ainsi les ingénieurs pensaient que le courant serait forcé de suivre l'ouvrage, jouant le rôle de chasse et qu'il aurait permis de creuser un chenal fixe. Les travaux commencèrent en 1847, furent achevés en 1854, pour un coût de 320 000 francs environ. 
Un phare fut élevé à son extrémité, destiné à guider les marins jusqu'à l'entrée du chenal en évitant les écueils comme le plateau de la Gamelle de sinistre réputation. Il constituait un alignement au 345° avec le feu antérieur des Capucins, distant de 1 100 mètres, qui sera par la suite déplacé sur la plage de Trescadec. Les tourelles de ces deux phares furent construites par l'entrepreneur Baptiste Henry de Lorient. L'électrification du phare du Raoulic interviendra le 15 novembre 1931.
Postérieurement à la construction du môle du Raoulic, la modernisation se poursuivra avec la mise en chantier des 700 mètres du chemin de halage de 1859 à 1869, devant relier le vieux et le nouveau môle, puis la construction des 122 mètres de la passerelle métallique des Capucins à la fin du XIXe siècle. La continuité dans ces différents ouvrages jadis d'utilité portuaire est aussi de nos jours d'utilité touristique.
Les tempêtes de l'hiver 2013-2014 auront eu raison de la solidité du parapet du musoir, aussi des travaux sont entrepris pour remplacer ce parapet par un garde-corps.

## Galerie

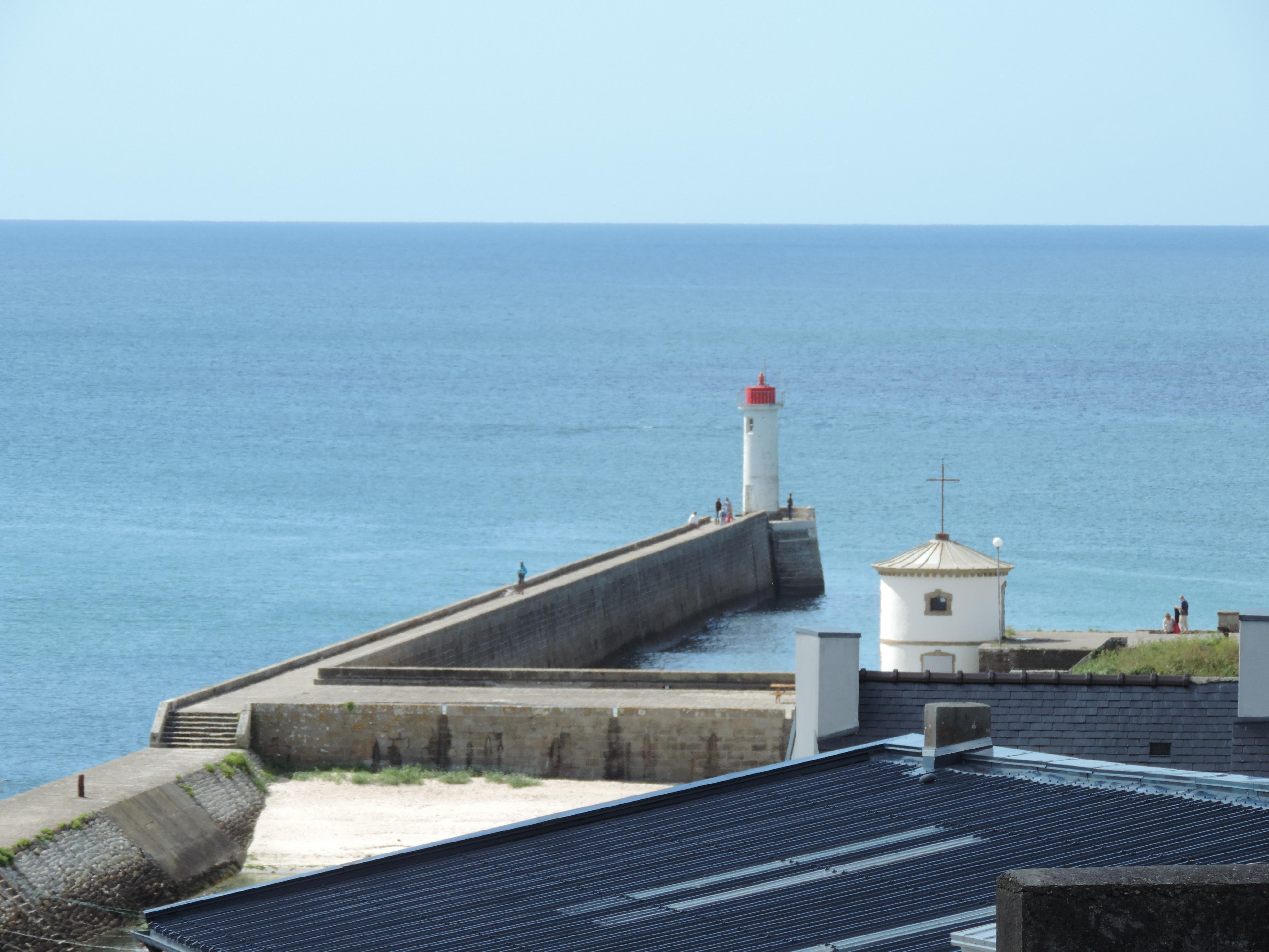
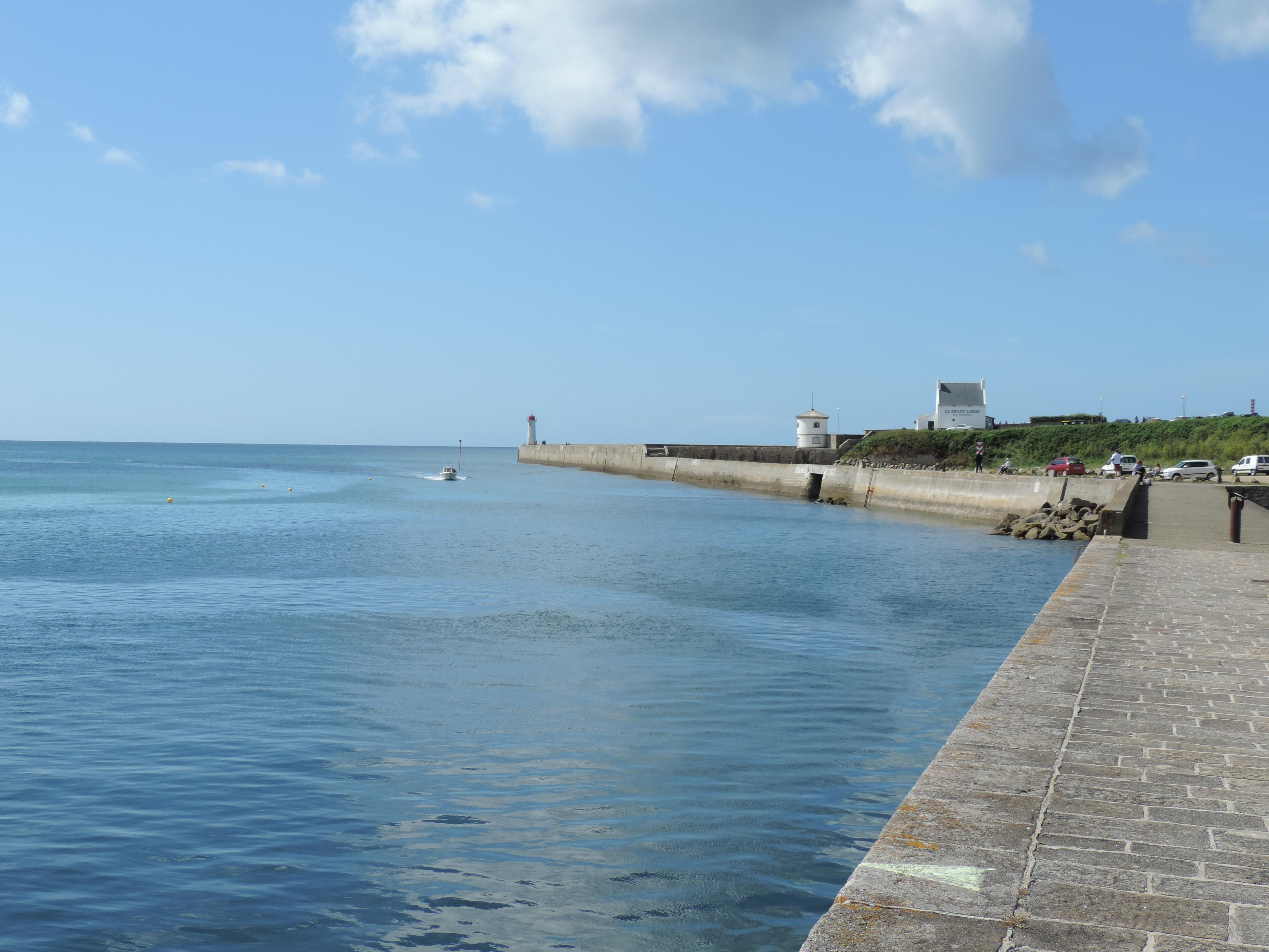
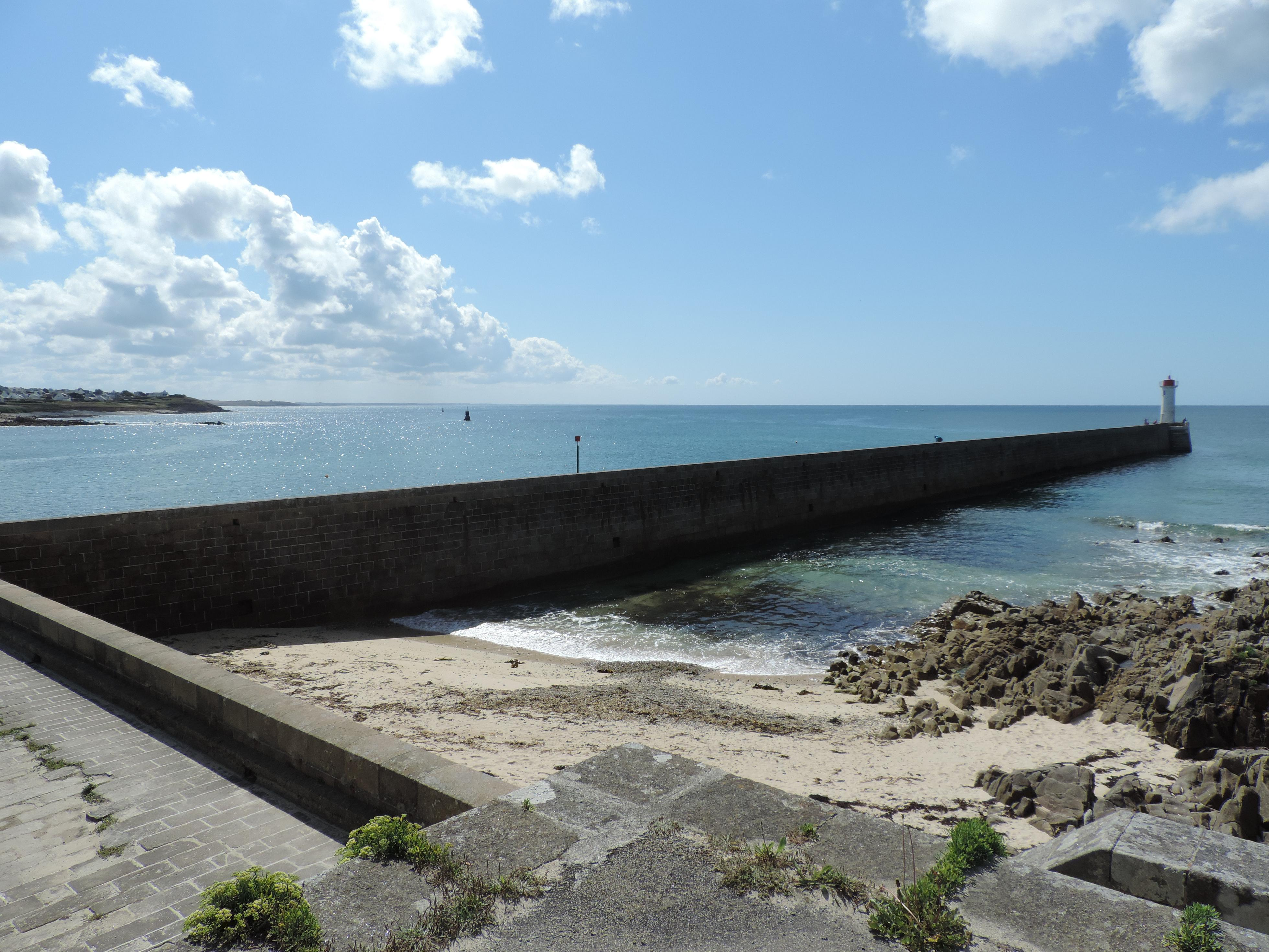
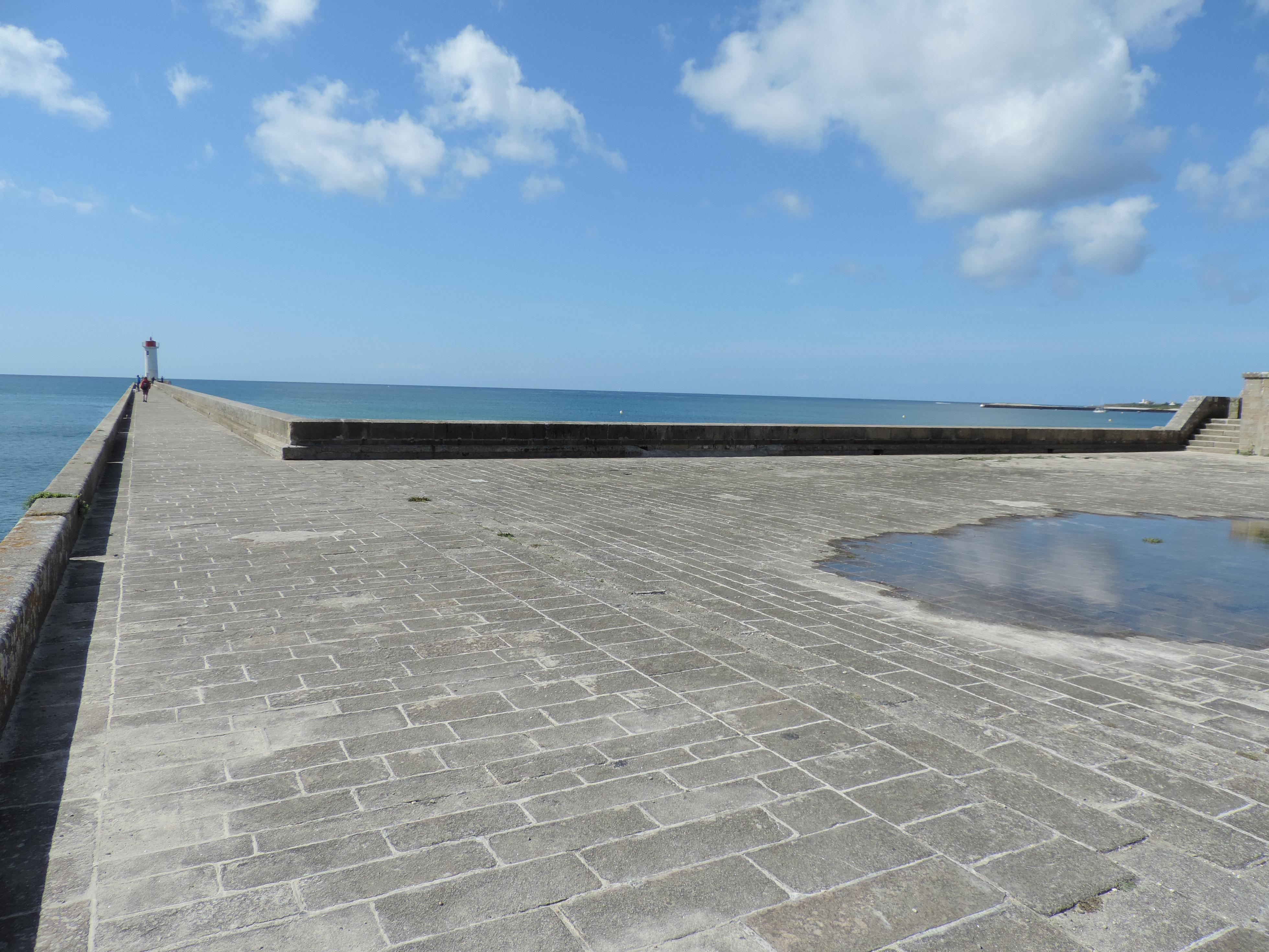
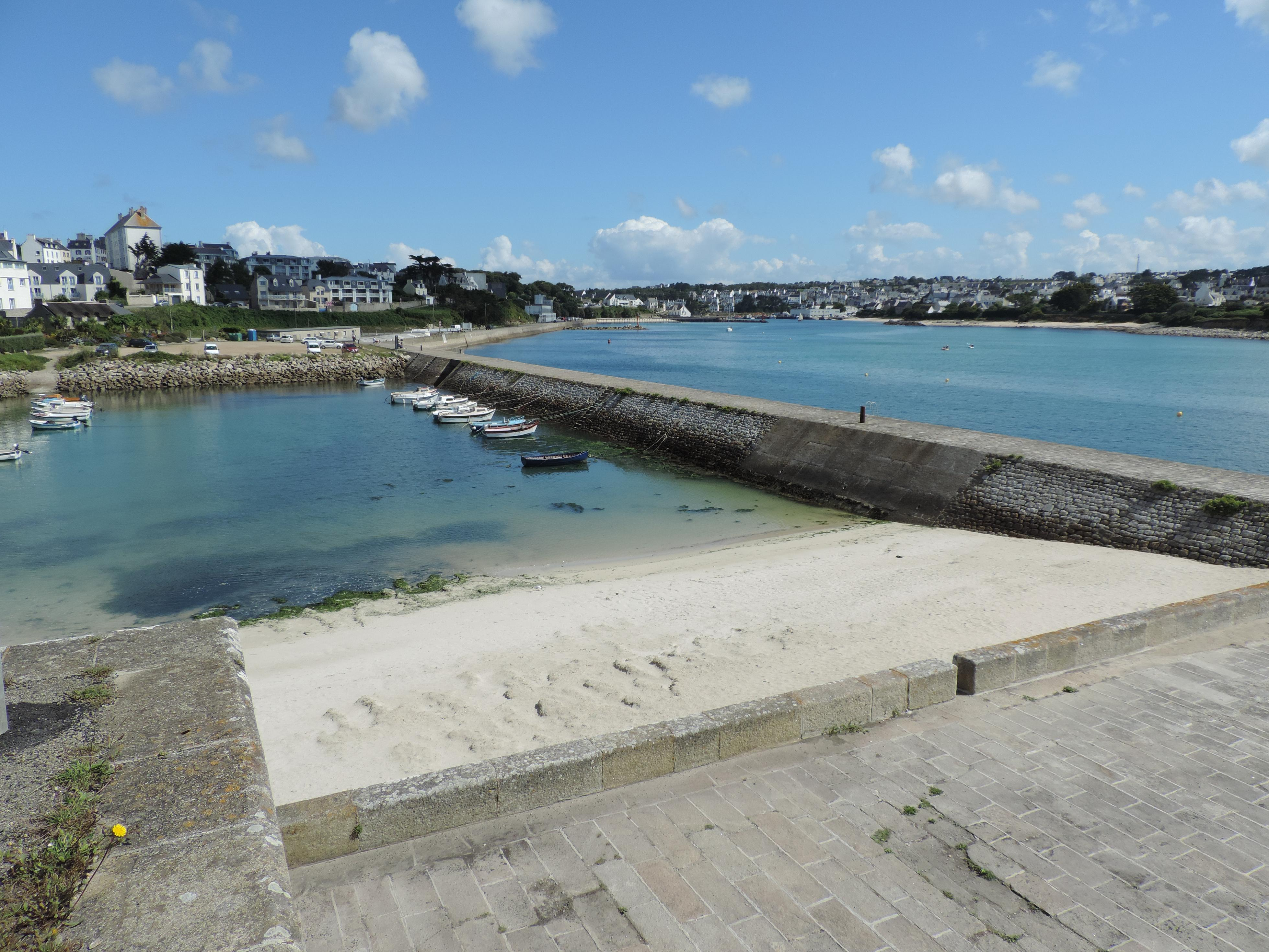
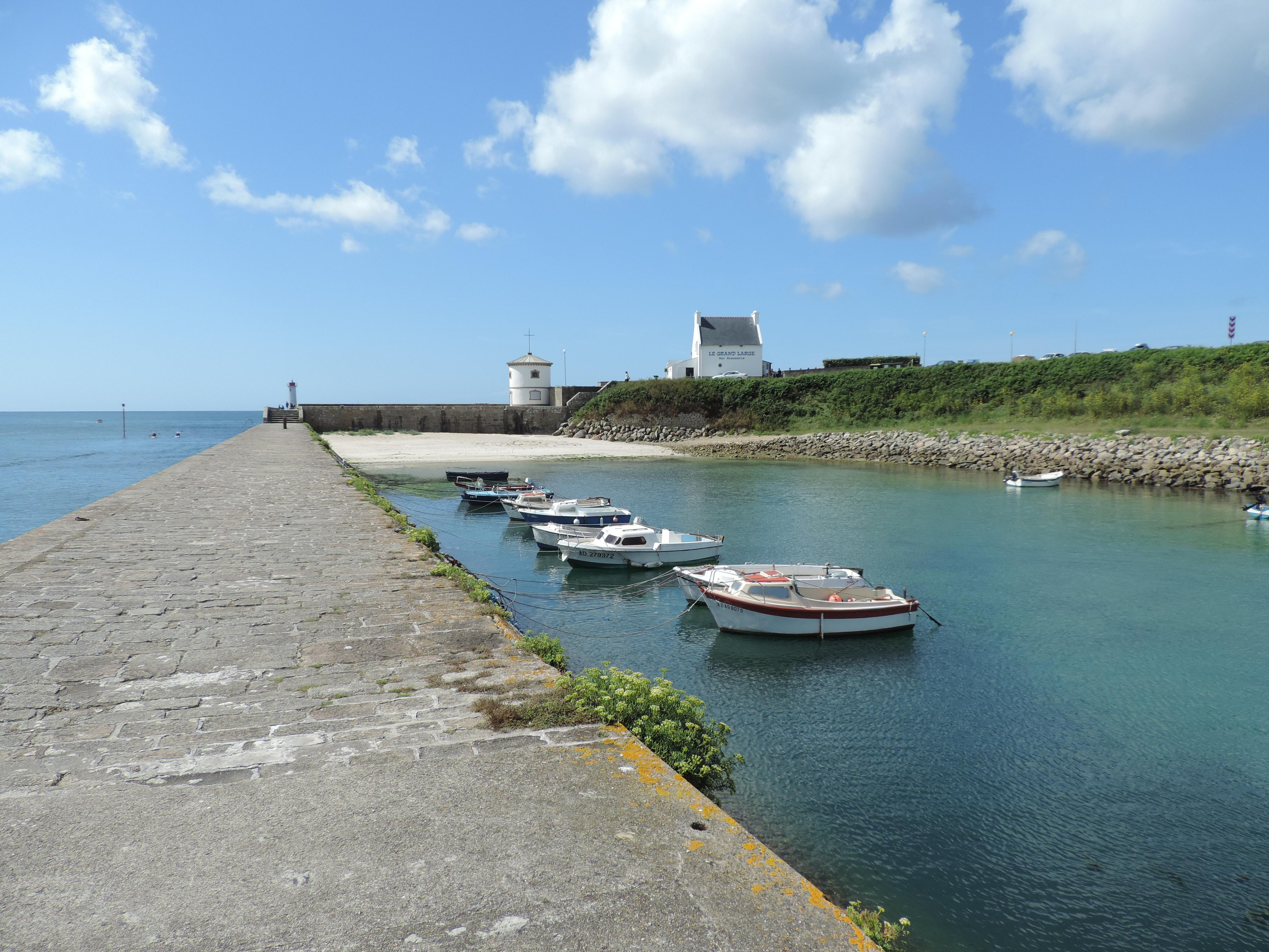
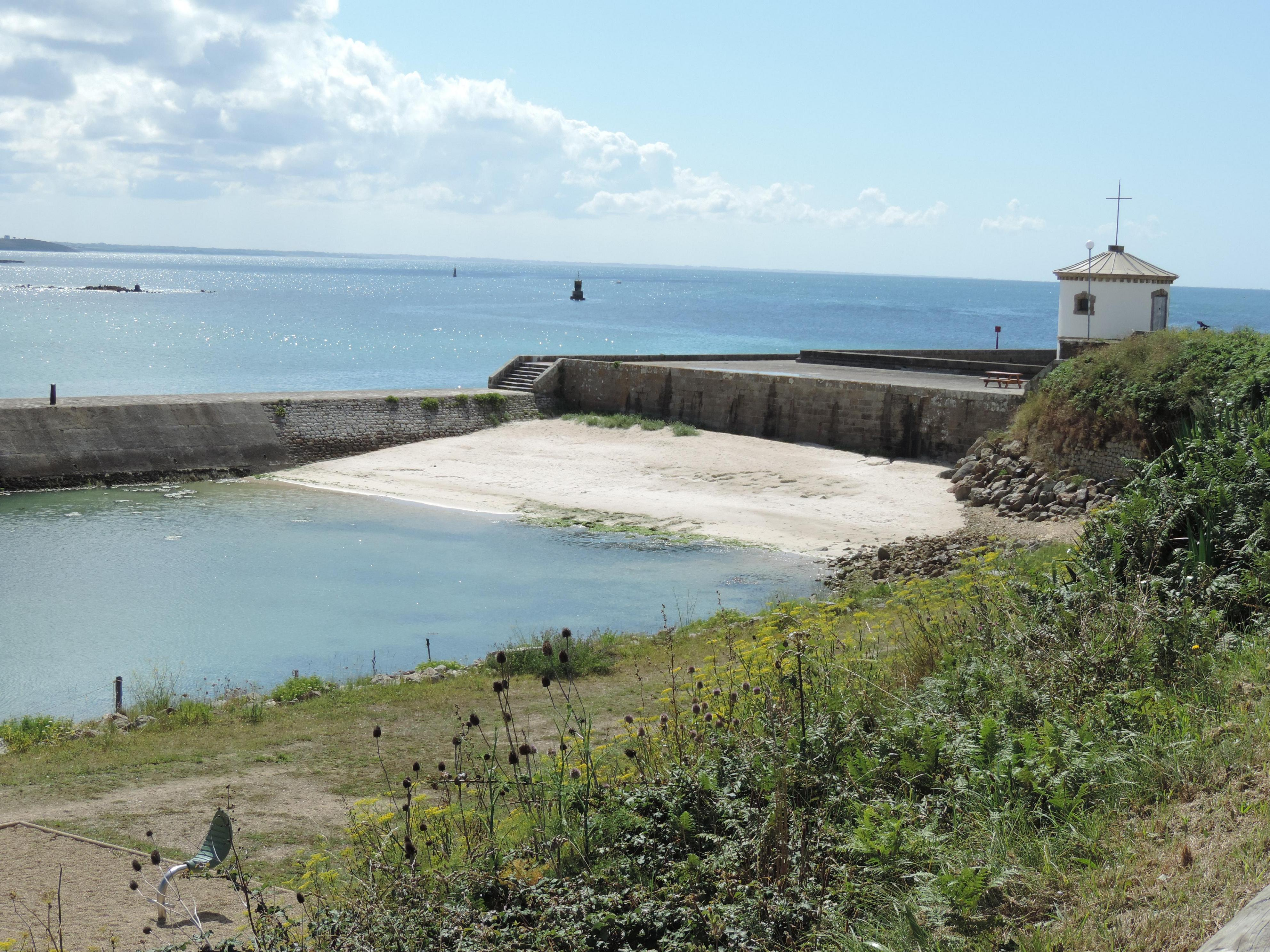

### Filmographie
- Les Petites Victoires (2023) de Mélanie Auffret, avec Julia Piaton et Michel Blanc